# Cathédrale Notre-Dame-du-Perpétuel-Secours de Prizren
Pour les articles homonymes, voir Cathédrale Notre-Dame-du-Perpétuel-Secours.
La cathédrale Notre-Dame-du-Perpétuel-Secours de Prizren (en albanais : Katedralja e Zojës Ndihmëtare) est l'ancienne cathédrale du diocèse de Prizren-Pristina. D'abord église paroissiale dans le diocèse de Skopje, elle acquiert le statut de cocathédrale lorsque ce diocèse devient le diocèse de Skopje-Prizren en 1969, puis devient la cathédrale de l'administration apostolique de Prizren lorsque celle-ci est érigée en l'an 2000. Elle est remplacée dans ce rôle par la nouvelle cathédrale Sainte-Mère-Teresa de Pristina en 2017.

## Histoire
La première église construite sur le site de la cathédrale date du Ve siècle, et a été mise au jour par des fouilles réalisées entre 2019 et 2021, qui ont aussi démontrée la présence des murs d'une église du XIIe siècle dans les fondations de l'édifice actuel.
La construction de celui-ci a été ordonnée en 1870 par Dario Bucciarelli, évêque de Skopje, sous l'occupation ottomane du Kosovo. Le clocher a été édifié par Toma Glasnovic, religieux et architecte croate. Une fresque réalisée par Gjergj Panariti, moine et peintre albanais originaire de Korçë, représente Skanderbeg et Jean Hunyadi. Les autres peintures murales sont l'œuvre d'un peintre autrichien nommé Simchowitz, et datent de l'année 1878.
La cathédrale n'est dédicacée que le 31 octobre 1970, cent ans après sa construction.
Un rapport de l'UNESCO daté de 2003 recommande la restauration de la cathédrale, de manière simultanée à d'autres lieux de culte orthodoxes et musulmans afin d'envoyer un signal de coexistence pacifique aux différentes communautés ethniques et religieuses habitant le Kosovo.

## Architecture

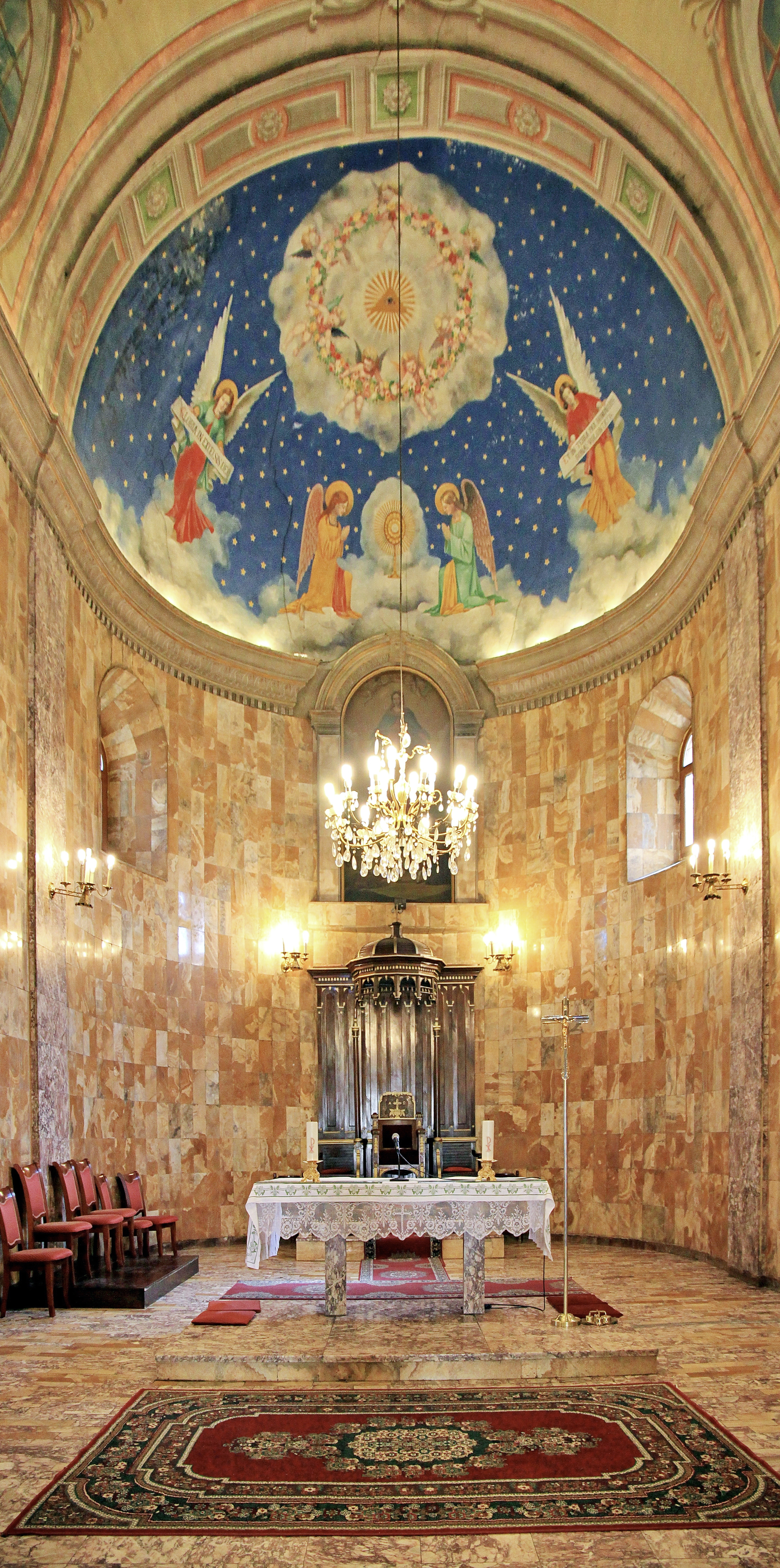
Vue intérieure.

La cathédrale est bâtie sur un plan basilical à trois nefs, de style néoclassique. Le matériau de construction le plus employé est la brique, avec des bandes décoratives de pierre sur la façade. Le matériau le plus employé à l'intérieur est le marbre, depuis une restauration de 1970.

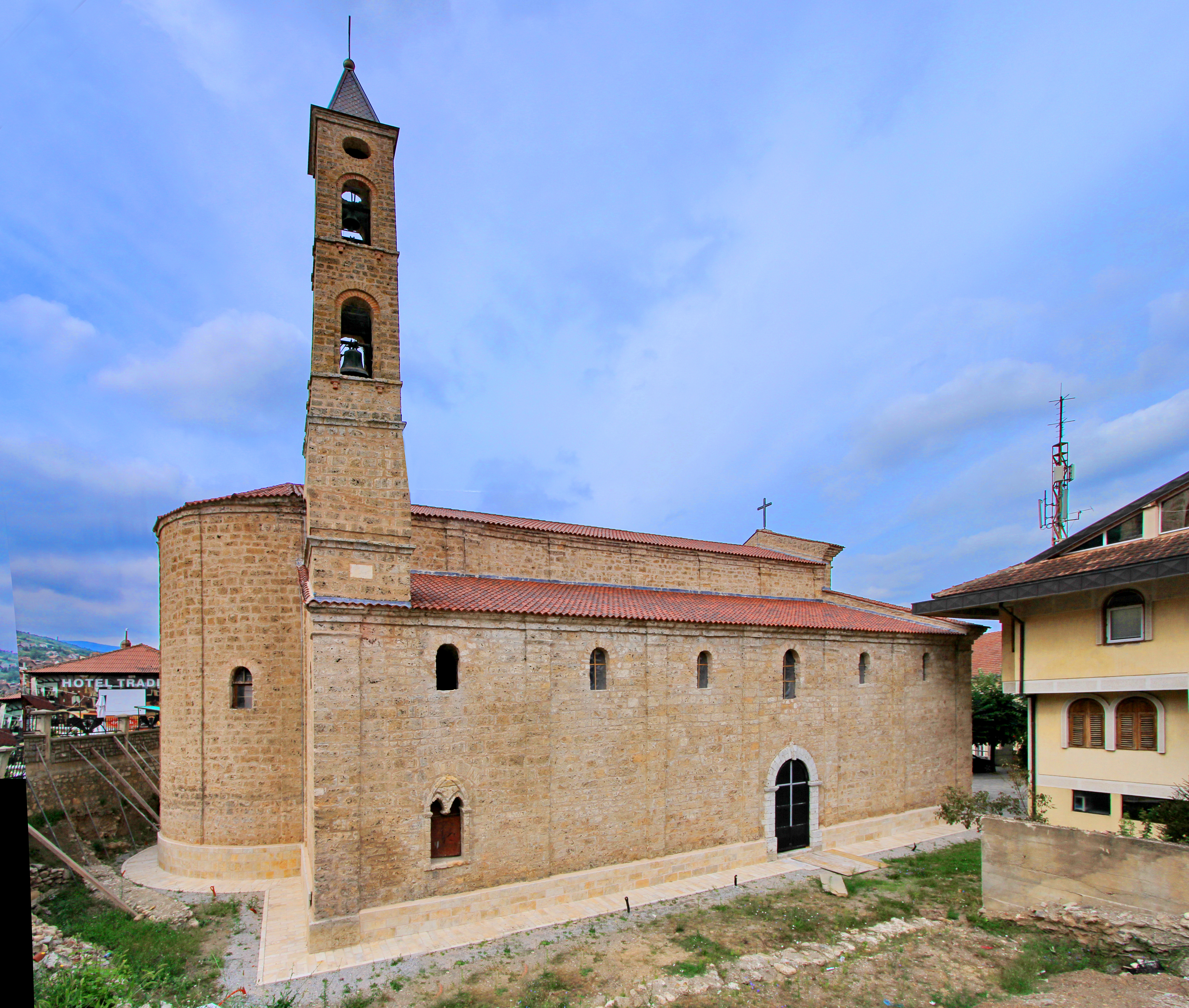
Vue du chevet et du clocher.